# Bundespolizei Live
Unter Bundespolizei Live: Großkontrolle an der Grenze wird eine Liveübertragung eines Einsatzes der deutschen Bundespolizei auf den Fernsehsendern Kabel eins und Kabel eins Doku gezeigt. Sie eine deutsche Adaption des US-amerikanischen Fernsehformats Live PD, das seit 2016 auf A&E Network veröffentlicht wird.
Eine österreichische Adaption unter dem Titel Einsatz live wird seit Januar 2019 auf dem Fernsehsender ATV ausgestrahlt.

## Inhalt
In der zweistündigen Sendung wird erstmals ein Einsatz der deutschen Bundespolizei (BPOL) live im Fernsehen übertragen. Der Einsatz bzw. die Großkontrolle, die an der deutsch-polnischen Landesgrenze mit rund 200 Polizeibeamten durchgeführt wird, wird von mehreren Kameras der Produktionsfirma Spiegel TV gefilmt. Vor Ort moderiert und analysiert der Abenteuer Leben-Moderator Tommy Scheel zusammen mit dem Bundespolizisten Frank Wittig als Experte die Geschehnisse. 
Während der Liveübertragungen werden ebenfalls einzelne Kontrollen gezeigt, die bereits mehrere Stunden vorher durchgeführt wurden. Entsprechend werden diese durch einen Off-Sprecher zusammengefasst.

## Produktion und Ausstrahlung
Für die Liveübertragung werden ein Übertragungswagen sowie insgesamt zwölf Kameras verwendet. Rund 60 Mitarbeiter aus der Produktion und Redaktion sind daran beteiligt. Vor Ort werden drei Reporterteams eingesetzt, die über bestimmte Situationen berichten werden. Außerdem gibt es einen zusätzlichen Reporter mit Kamera, der bei Bedarf aus dem Polizeihubschrauber berichtet.
Um die Persönlichkeitsrechte der Betroffenen wahren zu können, wird die Sendung mit einer kurzen Zeitverzögerung gesendet. So werden alle Personen vorher gefragt, ob sie im Fernsehen gezeigt werden dürfen. Durch eine neue, erstmals im deutschen Fernsehen eingesetzte Software werden die Gesichter der Personen, die keine Einverständnis erteilt haben, verpixelt bzw. zur Unkenntlichmachung unscharf gemacht. Auch zum Schutz aller Beteiligten wird zeitverzögert gesendet.
Die von Spiegel TV produzierte, zweistündige Folge wurde am Mittwoch, den 18. September 2019 ab 20:15 Uhr auf den Fernsehsendern Kabel eins und Kabel eins Doku übertragen. Bei erfolgreicher Produktion und Ausstrahlung sollen weitere Folgen realisiert werden.

## Einschaltquote
Die Premiere am 18. September 2019 auf Kabel eins erreichte 0,90 Millionen Zuschauer. Dies entspricht ein Marktanteil von 3,3 Prozent. In der werberelevanten Zielgruppe der 14- bis 49-Jährigen erzielte sie mit 0,50 Millionen Zuschauern einen für den Sender guten Marktanteil von 6,1 Prozent. (Der durchschnittliche Jahresmarktanteil des Senders lag 2018 beim Gesamtpublikum bei 3,5 Prozent und in der Zielgruppe bei 5,0 Prozent.) Auf Kabel eins Doku wurden insgesamt 109.000 Zuschauer erreicht. In der werberelevanten Zielgruppe wurde ein Marktanteil von 0,6 Prozent gemessen.